# امامزاده عبدالقهار
امامزاده عبدالقهار بنایی آرامگاهی است که در روستای ورده در استان البرز کشور ایران واقع شده‌است. این بنا در قول عامه منسوب به امامزاده ابوالحسن است که گویش عامیانه است، این بنا در اصل متعلق به امامزاده ابن الحسن، ملقب به عبدالغفار فرزند حسن بن موسی کاظم و برادر زاده امام رضا می‌باشد. ایشان فرزند امامزاده حسن واقع در کرج هستند و از نوادگان موسی کاظم است. در منابع تاریخی و رجالی فرزندی به نام ابوالحسن ملقب به عبدالقهار در میان فرزندان امام موسی کاظم یافت نشده‌است.
عبدالقهار لقب و کنیه (پدرش) حسن بن موسی الکاظم است. این اثر در تاریخ ۵ دی ۱۳۷۵ با شمارهٔ ثبت ۱۷۹۱ به‌عنوان یکی از آثار ملی ایران به ثبت رسیده است.

## موقعیت
روستای ورده در مجاور دره‌ای با شیب تند قرار دارد که رودخانه هزاربند در این دره جریان دارد. روستا در سمت شمال غرب رودخانه واقع شده‌است و امامزاده عبدالقهار در آنسوی رودخانه و در دامنه کوهی با شیب زیاد و مشرف بر ده و دره واقع شده‌است. یک پل فلزی با عرض حدود ۴ متر بر روی رودخانه وجود دارد که روستا را به سمت دیگر متصل می‌کند. برای آنکه بتوان ازدامنه کوه برای بنای امامزاده استفاده نمود، صفه‌های مختلفی با اختلاف سطح نسبت به یکدیگر ایجاد شده‌است و سپس به کمک راه‌های شیب دار و پله کان‌ها از صفه‌ای به صفه دیگر راه می‌یابد. محلی که بنای امامزاده در آنجا برپا گشته سکوی وسیعی است.

## معماری بنا
مجموعه بنای کنونی امامزاده دارای طرح مستطیل شکل است که در راستای شمال- جنوب کشیده شده‌است. دسترسی به آن از سمت شمال میسر است. محوطه امامزاده که آرامگاه پیشینیان روستا است به دلیل درختان زیبا و ارتفاع و دید به رودخانه فضای دلنشینی دارد. در گذشته صفه محوطه با دیوار و دری چوبی ازاطراف جدا شده بود اما در حال حاضر صحن و پیرامون یکپارچه هستند. سراسر جانب شرقی صفه را مجموعه بناهای امامزاده دربر گرفته‌است. نخست از دری به یک محوطه سرپوشیده یا رواق نخستینی که در شمالی‌ترین قسمت بنا قرار دارد وارد می‌شویم. در سمت شرقی این محل و پشت دیوار جنوبی آن انباری قرار دارد که کلیه دیوارهای آن به سنگ قلوه ساخته شده و سقف آن با چوب تیرریزی شده‌است.
در سمت جنوب رواق کوچک و انبار پشت آن، رواق اصلی مقابل حرم قرار دارد که طول آن ۸/۵۰ متر و عرض آن ۳/۴۰ متر است. پوشش رواق مزبور در جلو به صورت مسطح و تیرریزی شده و در عقب به کمک قوس‌های آجری و پوشش گچ انجام گرفته‌است. تمامی عرض و نمای ضلع غربی رواق مزبور را در چوبی مشبکی که قسمت بالای آن قوس دار می‌باشد فرا گرفته‌است.
قسمت اصلی امامزاده یا حرم آن در سمت جنوبی رواق مزبور واقع است و به کمک دری که ۱/۱۵ متر عرض دارد به هم ارتباط دارند. طرح حرم در داخل عبارت از یک چهار ضلعی کامل است که طول هر یک ازاضلاع آن ۴/۶۰ متر و ضخامت دیوارهای آن ۱/۲۰ متر می‌باشد.
دیوارهای جانبی حرم فاقد هرگونه تزیین است. در وسط دیوار غربی حرم دو پنجره چوبی مشبک بر روی یکدیگر در قطر دیوار جاسازی شده بوده‌اند که در حال حاضر یکی به در تبدیل شده‌است. پوشش نخستین حرم به کمک چهار فیل پوش و سپس کاربندی‌های روی آن‌ها به انجام رسیده است. در حال حاضر چهاچوب در ورودی حرم دارای طرح گل و بته‌های دهان اژدری است ولی دو لنگه در آن فاقد ارزش هنری است. این در حالی است که در گذشته دو لنگه در ورودی آن نیز نظیر چهارچوب کنونی دارای تزیینات زیبایی بوده و به همین دلیل در سال ۱۳۴۲ دزدان آثار تاریخی آن را همراه با ضریح چوبی می‌ربایند.
پس ازمدتی ضریح امامزاده و در آن کشف می‌گردد که در چوبی نفیس هم‌اکنون در موزه ملی ایران (موزه ایران باستان) نگهداری می‌شود. ضریح مزبور عبارت ازصندوق مستطیل شکلی است به طول ۲/۱۱ و عرض ۱/۱۸ متر که دو دیواره طولی آن به وسیله چهار قاب منبت با نقش گل و بته زینت یافته‌است. شیوه منبت کاری صندوق آن را جزء آثار ارزنده دوره صفویه قرار داده است. کتیبه بسیار زیبای صندوق بر روی دیواره عرضی آن قرار دارد که با خطی خوش کنده کاری شده‌است. در این کتیبه عنوان شاه طهماسب صفوی که که صندوق در عهد او ساخته شده چنین ذکر گردیده است: «ابوالمظفر شاه طهماسب بهادرخان»
در مقابل ضلع غربی حرم رواق دیگری قرار دارد که طول آن ۴/۵۰ متر و عرض آن سه متر است در ضلع شمالی آن دیواری به قطر ۱/۴۰ متر داشته‌است که در ورودی در آن قرار داشته‌است. این دیوار در حال حاضر برداشته شده‌است. ضلع غربی این رواق را نیز سراسر در چوبی مشبکی فرا گرفته و چنان‌که گفته شد در ضلع شرقی غرفه نیز دو پنجره چوبی مربوط به حرم قرار داشته. یکی از این پنجره‌ها در حال حاضر به در تبدیل شده‌است. به‌طور کلی باید گفت که قدیمی‌ترین قسمت مجموعه مزبور عبارت از همان بنای چهارگوشه حرم است و سپس رواق‌های شمالی و غربی و پیش رواق شمالی به آن آفزوده شده‌است. در سال‌های اخیر تمامی رواق‌های غربی حرم که کل طول بنا را در بر می‌گیرد و ازغرب به واسطه پنجره‌های وسیع و مرتفع چوبی مشبک به صفه مرتبط است، به یکدیگر متصل شده‌اند و یک رواق طولی با عرض ۳ متر را شکل داده‌اند. هر سه دهانه بازشویی از میان پنجره مشبک به حیاط دارند. همچنین یک در در شمالی‌ترین قسمت رواق به بیرون ایجاد شده‌است.
در سال‌های اخیر در قسمت جنوب اتاق حرم، یک اتاق و رواق با همان الگوی معماری به طول ساختمان افزوده شده‌است.

## نمای غربی بنا
نمای غربی بنا را در خارج سه طاق نمای وسیع که سراسر آن‌ها را درهای ارسی چوبی مشبک پوشانیده، فرا گرفته‌است و با توجه به طرح و نقش درهای چوبی، در عین سادگی جلوه خاص و زیبایی دارد. در سال‌های اخیر دیواره‌های میان این طاق نماها با آجر و کاشی تزیین و محافظت شده‌است. همچنین یک طاق نما در جنوب به‌طور مشابه و بدون ارسی الحاق شده‌است.

## گنبد بالای حرم
روی با مجموعه بناهای مورد اشاره، بر فراز حرم امامزاده و روی پوشش نخستین داخلی آن، گنبد هرمی شکل به صورت گنبد رک دوازده ترک مشاهده می‌شود. پایه گنبد دارای طرح دوازده ضلعی است که طول هر ضله آن ۱/۵۵ متر و ارتفاع اضلاع دوازده‌گانه ازکف بام ۲/۲۰ متر است. سپس از روی اضلاع دوازده‌گانه، دوازده یال به طرف بالا و نوک هرم امتداد یافته‌است که طول هر یک ۶/۹۰ متر است. قسمت پایین و بالای گنبد در حال حاضر با اندود ماسه و سیمان پوشیده شده‌است. لازم به یادآوری است که گنبد این امامزاده نظیر سایر بناهای مشابه آن در شمال ایران در اصل از آجر بوده‌است. در بالای هرم در گذشته میله‌ای قرار داشته که سه گوی سفید در امتداد هم بر روی آن قرار داشته‌است.

## شهدای مدفون در اطراف حرم
شهید سید شمس الدین میرحبیبی، شهید سید عبدالرضا میرحبیبی، شهید علی میرحبیبی، شهید سید مهدی میرحبیبی، شهید سید محمود میرعربشاهی، شهید سید امیر میرحبیبی، شهید سید بهزاد میرحبیبی، شهیدسید نصراله میرهاشمی